# Overlook Park megállóhely
Overlook Park megállóhely a Metropolitan Area Express sárga vonalának megállója az Oregon állambeli Portlandben, a Kaiser Interstate Clinic és az Overlook Park közelében.
A megálló szélső peronjai az Interstate Avenue és a North Kaiser Drive találkozásánál, a kereszteződés két oldalán helyezkednek el. Az állomás műtárgyai a közösséggel és a gyógyulással kapcsolatosak.
| Előző állomás                           |  | Metropolitan Area Express |  | Következő állomás                    |
| --------------------------------------- |  | ------------------------- |  | ------------------------------------ |
| Albina/Mississippitovább PSU South felé |  | Sárga vonal               |  | N Prescott Sttovább Expo Center felé |

## Fordítás
- Ez a szócikk részben vagy egészben  az   Overlook Park MAX Station című angol Wikipédia-szócikk ezen változatának fordításán alapul.  Az eredeti cikk szerkesztőit annak laptörténete sorolja fel. Ez a jelzés csupán a megfogalmazás eredetét és a szerzői jogokat jelzi, nem szolgál a cikkben szereplő információk forrásmegjelöléseként.